# SAT

SAT（2017）

SAT（中国大陆无正式译名、民间俗称“赛达”又稱為「美國高考」；台灣稱「學術水準測驗考試」；港澳则无正式译名），前称学术能力测验（Scholastic Aptitude Test）和学术评估测试（Scholastic Assessment Test），是在美国广泛用于大学入学的标准化考试。SAT由美国大学理事会拥有、开发和出版。由美国大学理事会委託美國教育測驗服務社定期舉辦，和ACT一起并作為美國各大學申請入學的重要參考條件之一。第一次考试于1926年舉辦。
自2023年起，SAT宣布將廢除紙筆考試，先於海外考場推行上機考試（美國考場將於2024年變更為上機考試），允許考生攜帶自己的電子設備前往考場赴考。
參加SAT或ACT考試是大部份美國大學的錄取要求。一些英国在内的许多其他国家的大学也开始承认这项考试。在2011年前，SAT一直是全球参加人数最多的大学测验。

## 功能
美國大學委員會声称SAT考试测验学生在大学阶段所需的文化与写作水準。他们称SAT检测考生分析与解题能力——这些能力是从高中裡学来，并在大学阶段继续使用。SAT一般在高中第二、三或四年级时参加，具体来说，大學委員會称将SAT分数与高中學業成績平均點數（GPA）组合在一起，可以准确预测学生在大学阶段的学习效果。这相比单独使用高中GPA预测大一GPA来说更加准确。许多不同的研究在分析当SAT成绩被纳入计算时，高中成绩与大一成绩的相关系数十分高。
與其他國家教育系統不同，美國的不同學校的教學方法和課程都有很大的分別，不論是同一州或不同州的高中都會有所差異（見美國教育），這個差別主要源於美國的聯邦制，它容許地方自主決定學校制度，而美國的稅務制度下，學校的財政都是由地方政府提供的，因此一個富裕的地方政府就能夠提供更多的資源給他們的學校。這個制度使各大學在不同州難以比較學生的能力，在缺乏如英國的A-level一般中央統籌的中學畢業試制度下，美國教育制度需要一個類似的評審機制，於是美國的大學就開始用SAT或ACT這類的標準測驗來考核學生的基本能力，每間大學都有他們自己的考核重點，例如還有考量學校排名或是學業成績平均點數。
从历史角度来看，SAT在美国东西部盛行，而ACT在中西部和南部更受欢迎。一些大学要求学生上报ACT成绩，只有少数大学拒绝SAT。绝大多数大学认可SAT考试。一些高智商团体，如门萨国际、Intertel、普罗米修斯社、三九高智社使用SAT成绩作为申请标准。如三九社团在1995年4月前要求SAT成绩达到1450，1995年4月到2005年2月则提升到了1520。SAT成绩有时也被一些组织用于给13岁以下的孩子进行测试，如数学天赋儿童研究社用考试来选拔、研究、培训具有天赋的儿童。
這個考試通常都是由一些希望繼續學業的中學學生或畢業生去報考的，考試的結果會提供給各學生指定的院校，即使獲取入學的考量可能還包含在校成績、老師的評語、或參與的課外活動，很多院校仍會將SAT分數視為首要粗略篩選的方法。此外，SAT的分數有時候也會成為奬學金的篩選標準。到美國讀大學本科的外籍學生一般也會要求參加該考試。

## 考試內容

### SAT Reasoning Test
在SAT推理測驗（SAT Reasoning Test，舊稱SAT I）總共有三個單元：寫作、數学、批判性閱讀（Critical Reading）。每部分计分为200-800分，所有分值都是10分进位，总分是三部分相加求和。所有主要部分都分为三小段。全部考試分十小節（Section）進行，還有一個實驗題部份，此部份不計分，但測驗中並未指明那一部份為實驗題，故考生仍應全部作答。總測驗時間為3小時45分鐘，所有的环节（包括指令、發卷、填表、11分钟的休息）总计为4小时30分钟。由於SAT每一類型考題都是由易而難排列，容易的问题一般会首先出现，较难的问题会稍后出现。这并不符合所有的情形（写作部分呈时间顺序），但是绝大部分，特别是数学和19道句子完成题是按照难易顺序出现。考生應先在前期的題目把握時間，才有時間應付後續較難的題組。

#### 批判性阅读
SAT批判性阅读（前词汇部分，Verbal）由三部分组成：两个25分钟和一个20分钟部分组成，由不同的题组，包括句子填空题、长短段落阅读组成。阅读部分的开始一般是5到8个句子填空题；剩下的部分则注重于段落阅读。句子填空题考察学生的词汇、并通过要求考生选取一到两词来完成句子来考察学生对句子结构和组织的理解。阅读理解的主干部分是阅读文章段落，考生会读到从人文社科、自然科技、个人叙述抽取的文字，并就此回答相应的问题。有的部分则要求考生对比两份段落来回答问题；基本上这类段落相对较短。考题的数量与段落的长短成正比。与数学部分的难易顺序不同，阅读部分的考题随文章而变动。总之，前面的考题相对简单，后面的考题相对困难。

#### 数学
数学包括如下三部分：
- 一个25分钟部分的选择题，20道题。

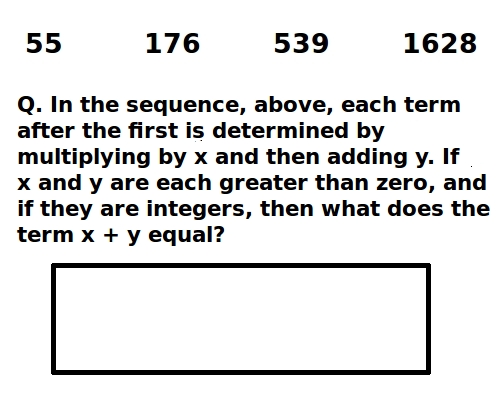
数学填空例题。

- 另一个25分钟部分包括8道选择题、10道填空题。填空题需要在答题卡上填空，答错不倒扣分。
- 一个20分钟部分，全部为选择题，16道题。
- 新添章节包括代数II和散布图。这些更改使得考试难度加大。

在SAT数学测试部分可以使用多功能、科学、绘图计算器；但是在其他的考试部分不能使用计算器。带有QWERTY键盘计算器、手机计算器、便携式电脑等类型的计算器不得在任何部分的考试中使用。对SAT数学部分的改版使得计算器程序得以使用，以便节省时间、提高计算精度。这些程序使得学生可以更快地完成之前难以笔算完成的计算试题。在一些地方建议使用绘图计算器，特别是几何题，多重计算题。大学理事会的研究已经表明（research），数学部分的成绩与计算器的使用相关：在1/3到一半的问题上，使用计算器做答的考生则通常会比不使用计算器做答的考生得到更高的分数。使用绘图计算器的考生也会取得相对较好的成绩。

#### 写作

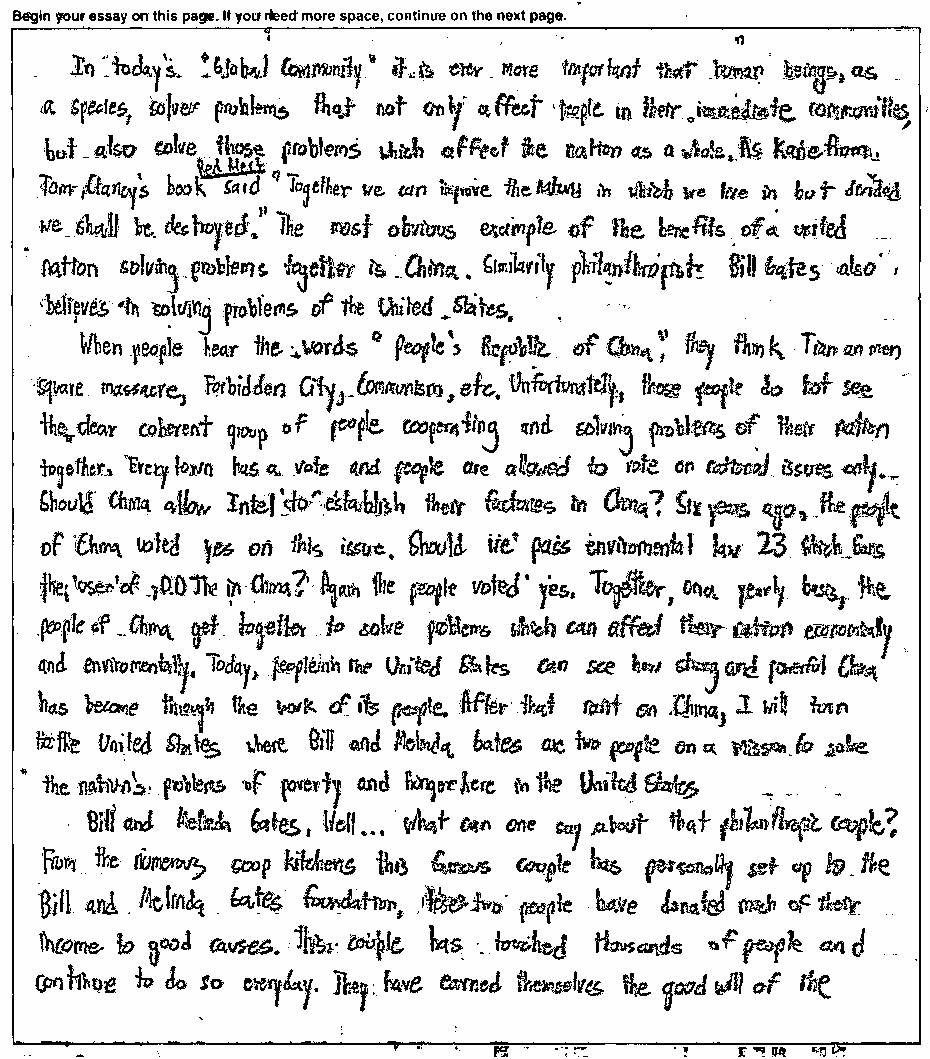
SAT作文（考生得分10/12、每位审阅给分5/6）

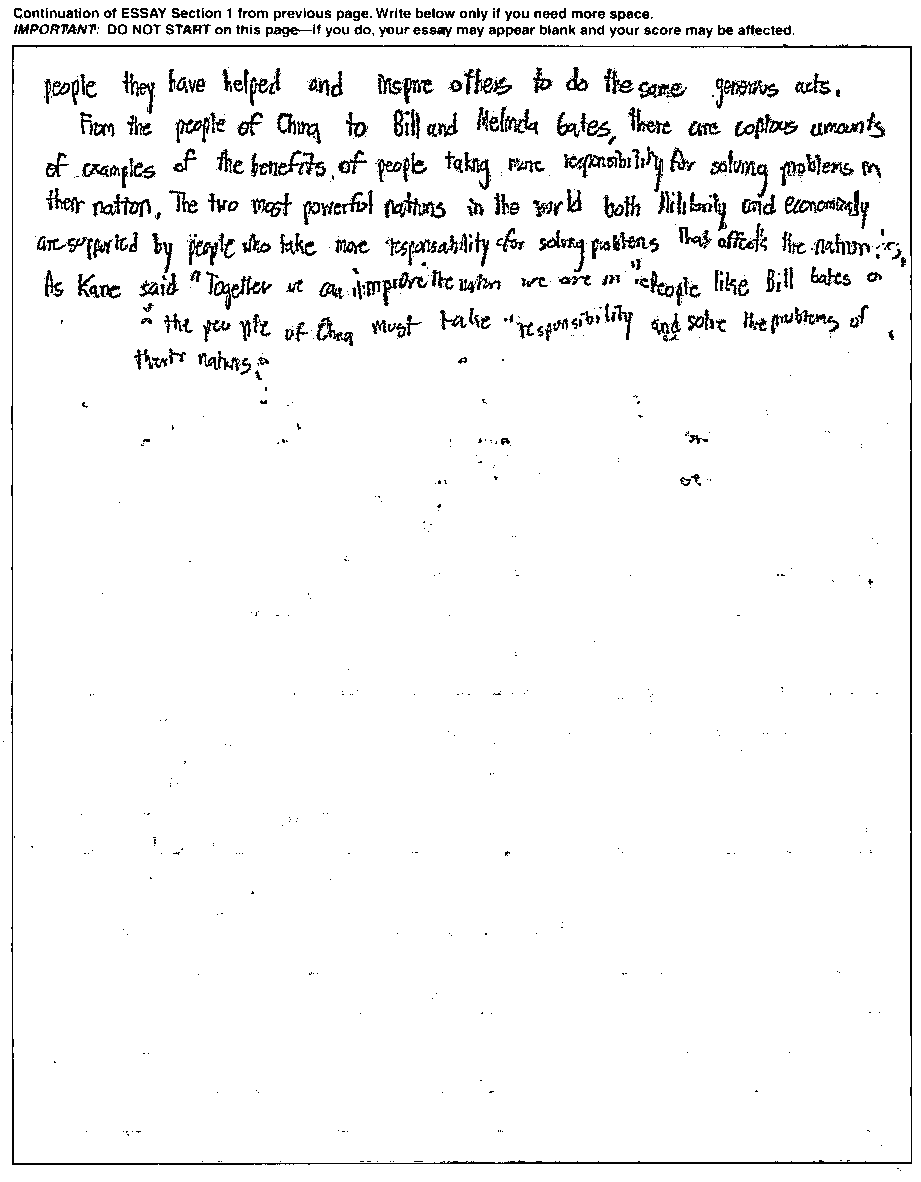
作文第二页

SAT的写作部分根据旧版SAT II中的写作改编而来（后者由旧版TSWE得出），包括选择题和短文。短文分数占写作成绩的28%，选择题占写作成绩的70%。由于大学普遍抱怨学生的写作与思辨能力得不到统一监测，2005年3月的SAT添加了这部分考试。
选择题包括改错、词句改进、段落改进等题型。改错与词句改进将会给出别扭或语法错误的句子，考察学生的语法知识。在改错部分里，学生需要找到出错词汇，指出无错句子。词句改进则需要学生选择合适的选项来纠正别扭的句子。段落改进题给出低劣的学生习作，提出一系列问题、要求考生对其进行改良，以便测试学生对组织逻辑的理解。
写作部分通常是考生首先作答的部分，为时25分钟。所有作文必须根据提示来完成。提示涉及广泛，常常富有哲理，考察不分考生的教育与社会背景。例如，考生会被问及人生劳作的重要性、技术对收益者是否有负面作用。作文结构没有固定要求，大学理事会接受“学生的阅读、研究、经验或观察”。两位经过培训的审阅人员会为作文打分，每人会给出1-6分，0分的原因通常为白卷、非英语作答、非2号铅笔作答或是无法识别考生所写内容；两位审阅所给出的分数会生成最后的总分（2-12或0分），每名审阅的平均审阅时间少于3分钟，如果审阅间的打分相差超过1分，则交由第三位高级审阅进行决断。
2004年3月，佩雷尔曼（Les Perelman）分析了大学理事会ScoreWrite一书中15分样文以及30片习作，发现超过90%的情况中，作文的成绩可以通过简单地计算字数来进行推断。两年后，佩雷尔曼训练的高中生在考试中书写了空洞内容，但包含了生僻词如"plethora"或"myriad"的作文，所有学生得到了"10"或更高成绩，在作文百分位上位列92或更高。

#### 题型
除了作文和数学填空题之外，绝大多数SAT题型都是选择题；所有选择题都有5个选项，其中一个是正确的。每部分同种题型一般呈由易而难的顺序排列。然而，有一个例外：长短阅读部分的题型呈时间顺序，而不是难易顺序排列。数学部分中10题中有1题不是选择题。它们需要考生在四栏框架里进行填空。
考题分值相等，每个正确答案得1原始分，每个错误答案会倒扣1/4原始分，数学填空题答错不扣分，这样使得考生猜题的期望值变为零。最终成绩由原始分值转化得来，精准的分数转化表因考方而异。
SAT只推荐有根据的推测，即当考生瞎猜时，回答正确率是20%；当考生可以排除掉一个错误答案，正确率是25%（即期望值为1/16分）；排除两个错误答案为33.3%（1/6分）；三个则为50%（3/8分）。
| 章节       | 平均分 | 时间（分钟） | 内容                                                 |
| ---------- | ------ | ------------ | ---------------------------------------------------- |
| 写作       | 493    | 60           | 语法、措辞、用语                                     |
| 数学       | 515    | 70           | 数字与运算；代数与方程；几何；统计学；概率；数据分析 |
| 批判性阅读 | 501    | 70           | 词汇、批判批判性阅读、句子阅读                       |

### SAT Subject Test
SAT學科測驗（SAT Subject Test，舊稱SAT II Test）總共有英文、歷史、數學、科學、語言5部分。
- 英文包括：文學
- 歷史包括：美國歷史、世界歷史
- 數學包括：數學1級、數學2級
- 科學包括：生態學/分子生物學、化學、物理
- 外语包括：漢語（含聽力）、法語（含聽力）、德語（含聽力）、西班牙語（含聽力）、日語（含聽力）、意大利語、拉丁語、俄語、阿拉伯語、現代希伯來語

SAT学科测验已于2021年取消。

## 备考
SAT在美国一年开考7次，分别为：10月、11月、12月、1月、3月（或与4月轮替出现）、5月、6月。考试一般在11月、12月、5月、6月的第一个周六开考。在其它国家，SAT考试时间除了春季第一场考试（例如3月、4月）不提供，都与美国的同步。2006年，考试提供了1,465,744场次。考生在当天可以选考SAT Reasoning Test或最多三门 SAT Subject Test；春季第一场考试例外，只提供SAT Reasoning Test。想要报考的申请人可以使用大学理事会的官方网站，通过邮寄信函或致电的方式报名，但必须提前三周。
SAT Subject Test在考试当天以一本大部头的形式呈现，因此考生报考哪一门考试并不重要（含听力的语言考试除外）；考生可以临时改变主意，选考“任意”考试，不论他们当初报考的是哪门科目。多考的考生会收到大学理事会的账单，并在付账后收到成绩单，但少考的考生则不会收到退费。SAT Reasoning Test费用为$49（国际生源$78，印度、巴基斯坦采用旧版形式，为$99）。Subject test费用为注册基本费用$22（国际生源$49，印度、巴基斯坦$73）和单科附加费$11（含听力的语言考试为每科$21）。大学理事会为低收入者提供费用减免，迟到的报名、备用试题、注册更改、电话查分、额外的成绩单会另行收费。
考生因宗教信仰的原因不能参加周六考试的可以申请第二天的考试（10月份的则因周日在主考8天后进行而例外），申请必须在注册时提出，并可能被拒绝。行动不便的考生，包括身体、学力方面的缘故，可以得到SAT考试方面的便利。学力不便的学生可以申请延长考试时间，如在标准时间上+50%或+100%。
SAT培训是个暴利行业，许多公司和组织都提供考试培训，如书籍、培训班、网络课程、家教等。虽然大学理事会坚持SAT本质上无法培训，但研究显示补习班学生平均提分为数学20分、词汇10分。

## 成绩计量

### 原始分值、量尺分值、百分位数
考生可在考试结束后三周（笔试邮寄为六周）在线查分。分数由每部分200-800和两个写作次分数（作文和选择题）组成。除此之外，考生会收到他们成绩的百分位数（即与其它考生成绩的对比），以及原始分值，或正确答案的得分和错误答案的减分（以考试的不同从低于50分到低于60分不等）。若考生另外付费，就可以获得答案解析，后者包涵了考生的答案，正确答案以及相应的解析。
百分位数应考试的不同而不同——例如，在2003年SAT Reasoning Test两部分的800分对应百分位数的99.9，而SAT物理考试的800分对应百分位数的94。造成这种不同是因为考试的内容不同以及考生水準的不同。Subject Test常被着重复习（常与大学先修课程一并复习，后者相对更难），而且只有自知能够考好的人才会参加，导致成绩分布不宽。
毕业生的SAT成绩列在如下表中：
| 百分位数                                               | 2006年成绩 （1600计分） | 2006年成绩 （2400计分） |  | 百分位数 | 2006年成绩 （1600计分） | 2006年成绩 （2400计分） |
| ------------------------------------------------------ | ----------------------- | ----------------------- |  | -------- | ----------------------- | ----------------------- |
| 99.93/99.98 *                                          | 1600                    | 2400                    |  | 61       | ≥1090                   | ≥1600                   |
| 99+ **                                                 | ≥1540                   | ≥2280                   |  | 48       | ≥1010                   | ≥1500                   |
| 99                                                     | ≥1480                   | ≥2200                   |  | 36       | ≥950                    | ≥1400                   |
| 98                                                     | ≥1450                   | ≥2140                   |  | 24       | ≥870                    | ≥1300                   |
| 97                                                     | ≥1420                   | ≥2100                   |  | 15       | ≥810                    | ≥1200                   |
| 93                                                     | ≥1340                   | ≥1990                   |  | 8        | ≥730                    | ≥1090                   |
| 88                                                     | ≥1280                   | ≥1900                   |  | 4        | ≥650                    | ≥990                    |
| 81                                                     | ≥1220                   | ≥1800                   |  | 2        | ≥590                    | ≥890                    |
| 72                                                     | ≥1150                   | ≥1700                   |  |          |                         |                         |
| * 2400计分的满分百分位数为99.98，1600计分的则为99.93。 |                         |                         |  |          |                         |                         |
| ** 99+指超过99.5%的考生。                              |                         |                         |  |          |                         |                         |

旧版SAT（1995年前）封顶很高。历年的100万名考生中只有7名考过1580分（超过1580分意味着99.9995的百分位数）。

### SAT-ACT成绩对比

图为2006高中毕业生的考试分布。在橙色部分的学生参加SAT比ACT考试的多。

虽然没有SAT与其竞争对手ACT的官方分值转化表，大学理事会依然出版了非官方版表单，涵盖了1994年10月到1996年12月间103,525名考生参加两种考试的分数对照。然而，两份考试都在之后改版。一些大学有他们自己的转化表，如下是加州大学的转化表：
| SAT（无写作） | SAT（有写作） | ACT成绩 |  | SAT（无写作） | SAT（有写作） | ACT成绩 |
| ------------- | ------------- | ------- |  | ------------- | ------------- | ------- |
| 1600          | 2400          | 36      |  | 1080–1110     | 1620–1670     | 23      |
| 1560–1590     | 2340–2390     | 35      |  | 1040–1070     | 1560–1610     | 22      |
| 1520–1550     | 2280–2330     | 34      |  | 1000–1030     | 1500–1550     | 21      |
| 1480–1510     | 2220–2270     | 33      |  | 960–990       | 1440–1490     | 20      |
| 1440–1470     | 2160–2210     | 32      |  | 920–950       | 1380–1430     | 19      |
| 1400–1430     | 2100–2150     | 31      |  | 880–910       | 1320–1370     | 18      |
| 1360–1390     | 2040–2090     | 30      |  | 840–870       | 1260–1310     | 17      |
| 1320–1350     | 1980–2030     | 29      |  | 800–830       | 1200–1250     | 16      |
| 1280–1310     | 1920–1970     | 28      |  | 760–790       | 1140–1190     | 15      |
| 1240–1270     | 1860–1910     | 27      |  | 720–750       | 1080–1130     | 14      |
| 1200–1230     | 1800–1850     | 26      |  | 680–710       | 1020–1070     | 13      |
| 1160–1190     | 1740–1790     | 25      |  | 640–670       | 960–1010      | 12      |
| 1120–1150     | 1680–1730     | 24      |  | 600–630       | 900–950       | 11      |

## 历史
| 考试 年份 | 阅读 /词汇 成绩 | 数学 成绩 |
| 1972      | 530             | 509       |
| 1973      | 523             | 506       |
| 1974      | 521             | 505       |
| 1975      | 512             | 498       |
| 1976      | 509             | 497       |
| 1977      | 507             | 496       |
| 1978      | 507             | 494       |
| 1979      | 505             | 493       |
| 1980      | 502             | 492       |
| 1981      | 502             | 492       |
| 1982      | 504             | 493       |
| 1983      | 503             | 494       |
| 1984      | 504             | 497       |
| 1985      | 509             | 500       |
| 1986      | 509             | 500       |
| 1987      | 507             | 501       |
| 1988      | 505             | 501       |
| 1989      | 504             | 502       |
| 1990      | 500             | 501       |
| 1991      | 499             | 500       |
| 1992      | 500             | 501       |
| 1993      | 500             | 503       |
| 1994      | 499             | 504       |
| 1995      | 504             | 506       |
| 1996      | 505             | 508       |
| 1997      | 505             | 511       |
| 1998      | 505             | 512       |
| 1999      | 505             | 511       |
| 2000      | 505             | 514       |
| 2001      | 506             | 514       |
| 2002      | 504             | 516       |
| 2003      | 507             | 519       |
| 2004      | 508             | 518       |
| 2005      | 508             | 520       |
| 2006      | 503             | 518       |
| 2007      | 502             | 515       |
| 2008      | 502             | 515       |
| 2009      | 501             | 515       |
| 2010      | 501             | 516       |
| 2011      | 497             | 514       |

最初的SAT在美国东北地区的院校使用。心理学家卡尔·布里格姆为陆军阿尔法贝塔测试研发了考试，用于衡量来自不同社会、经济背景的考生，消除偏差歧视。

### 1901版
大学理事会于1901年6月17日举办了第一场SAT考试，共973名学生参加，其中美国设有67个考点，欧洲2个。虽然考生背景千差万别，但三分之一来自纽约、新泽西、宾夕法尼亚三州。绝大多数考生来自私立学校、学院、或是赞助学校。60%的考生申请了哥伦比亚大学。考试包括英语、法语、德语、拉丁语、希腊语、历史、数学、物理和化学。考试没有选择题，而是通过作文考察能力。最后成绩为“优秀”、“良好”、“质疑”、“欠佳”、“糟糕”五种评价。

### 1926版
1926年6月23日，SAT第一次正式举办，在当时被称为“学术能力测试”（Scholastic Aptitude Test）。考试由普林斯顿心理学家卡尔·布里格姆领导的委员会执行，考察内容包括定义、算术、分类、机械语言、类比、数列、反义词、逻辑推理、阅读理解。超过8000名学生在300多个考点参加了考试，其中超过60%考生是男性，并有超过1/4的男女考生报考了耶鲁大学和史密斯学院。当时的考试节奏极其紧凑，考生需要在90分钟内回答315道题。

### 1928、1929版
1928年，词汇削减到7个部分，时间延长到接近两小时。1929年，章节数目再一次下降到了6个，并放松了考试时间。考试没有数学部分，只考察词汇。

### 1930、1936版
1930年，SAT第一次分成了词汇和数学两个部分，这种结构一直沿用到2004年。1930版词汇部分较之先前版本的考察范围要窄，只考察反义词、双重定义（类似于句子填空）、段落阅读。1936年，类比重新出现。1936年到1946年间，学生需要在80到115分钟内回答250道词汇题目（超过1/3是反义词）。1930年，数学考试出现，由100道自由回答问题组成，需在80分钟内完成，主要考察做题速度。类似1928到1929年的情形，数学部分在1936年到1941年间被取消。当1942年数学部分重新出现时，选择题投入使用。

### 1946版
1946年，“段落阅读”被“阅读理解”替代，双重定义也被句子填空题替代。在1946年到1957年间，考生需要在90到100分钟内回答107到170道词汇题。从1958年开始，考试时间被固定下来，到1975年这17年间，考生都在75分钟内回答90道问题。1959年数据题被加入数学部分，并在1974年取代了数量比较。1974年，数学和词汇部分都由75分钟削减到了60分钟，考试结构的变化弥补了时间的不足。

### 1980版
“奋进者”（Strivers）被纳入考试计划中。该项研究由SAT的考方ETS主持，旨在探索如何让少数族裔、社会经济弱势个人得到相应的便利。初期的“奋进者”计划在1980-1994年间处于研究阶段，相应种族、性别、收入的考生若比预期多考了200分，就会获得奖励。这种观点认为有助于帮助少数族裔进入更要的大学，如常春藤大学。1992年，奋进者计划被公众知晓，导致计划在1993年终止。联邦法院听审了美國公民自由聯盟、美国全国有色人种协进会、ETS的申辩后，命令研究应修正数据处理过程，并称只有年龄、种族、邮编可以被纳入“奋进者”分值计划。1994年，这些改革在SAT考试上得以实施。

### 1994改革
1994年，词汇部分进行了重要的调整。这些调整包括取消反义词题目，加大段落阅读分量。受到来自美国数学教师协会的压力，数学部分也进行了重要调整。自1935年来，SAT第一次给出了一些非选择题，要求学生自己填空。计算器首次被允许在考试中使用。数学部分加入了概率、初级统计学、计数、中位数与众数。
1994年，SAT I改版的平均分约为1000（词汇、数学各500）。美国顶尖大学（例如，常春藤盟校）通常要求超过1400分。

### 1995改革与争议
考试平均分的初衷定位为每部分500，标准差为100。当考试变得更加受欢迎，基础相对薄弱的生源也争相参加考试，导致平均成绩下滑到词汇428、数学478。1995年，SAT被“重新归位”，将“新的”平均分调整到接近500。1994年后到2001年10月的加分被记为“R”（如1260R）。老分数可以利用大学理事会的官方列表来与1995年及现今的分值进行对比，其中词汇平均分会被提升70分，数学则为30分——或者说，现在的学生可以比他们的父母多拿100分（70+30）。一些教育组织认为SAT重新归位不过是对不断下滑的成绩进行遮羞。虽然考生总数提升到了500,000人次，但词汇部分成绩超过600分的人数从1972年的112,530人跌落到1993年的73,080人，跌幅为36%。

### 2002改革
2002年10月，大学理事会允许学生选择递送SAT II的考试成绩。学生可以先看到成绩，后发送分数。大学理事会于2009年春决定再次修正成绩发送选项。一些顶尖大学，如耶鲁大学、宾夕法尼亚大学、斯坦福大学，要求申请人递送所有成绩。斯坦福大学则只禁止旧版SAT的分数选报。其它学校，如麻省理工大学和哈佛大学则全部接受成绩的选报。

### 2005改革
2005年，为回应来自加利福尼亞大學的批评，考试被再次修订。由于一些考题模棱两可，特别是类比题，一些试题被取消了（词汇部分的类比题、数学部分的数量比较）。由于满分数量增多，考题相应地提升了难度。新的写作部分是根据前SAT II写作考试改编而成，其中一个理由是缩小最高分与中等成绩之间的差距。其它原因是考察学生的写作能力；即作文题。新版SAT（即SAT Reasoning Test）在2005年3月12日第一次开考，“旧版”SAT则在2005年1月后不再使用。数学部分考察范围扩充到高中三年数学。词汇部分被更名为批判性阅读。

### 2008改革
2008年末，考试进行了新的调整。之前，申请人必须向大学递交所有的成绩，接受分数选报的大学则允许考生对报送分数自行选择。然而，虽然一些大学坚持原先的政策，分数选报在2008年起开始普及。理论上讲，考生可以选报他们的最佳成绩（或者任意成绩），一些受欢迎的大学，例如康奈尔大学，依然要求申请人汇报所有分数。大学理事会在其官网上公布了对分数选报偏好与否的大学清单，并坚持声称考生不必强迫递送自己的成绩。无论是否接受分数选报政策，绝大多数院校不会因成绩单上较低的分数对学生进行惩罚；许多大学，如哥伦比亚大学和康奈尔大学表示不看重对申请人不利的项目，关注最能反映申请人成绩和潜力的分数。大学理事会于2011年11月更新了大学对选报的偏好列表。

### 2012改革
自2012起，为了强化身份确认，考生被要求上传数字照片。这项举措遭致许多批评，诸如种族歧视和其它类型的歧视，一些理由是照片已经在申请过程中递交给相应的院校。

## 其它

### 更名
SAT原名为"Scholastic Aptitude Test"（译为学术能力测验）。但在1990年，出于对SAT是否能够作为智力测试的质疑，考试被更名为"Scholastic Assessment Test"（译为学术评估测试）。1993年，考试被改名为SAT I: Reasoning Test（字符不代表任何实义），并区分于SAT II: Subject Tests. 2004年，名字上的罗马字符被删除，SAT I被改为the SAT Reasoning Test。考试各大部分为：Critical Reading（批判性阅读，对应旧版SAT I中Verbal的部分的一些内容），Mathematics（数学），和Writing（写作）。The writing section包括一篇作文essay，其成绩连同grammar section（语法部分，对应旧版SAT中Verbal部分的一些内容）一道被计入写作部分。

### 2005年10月计分事件
2006年3月，有消息称一小部分SAT考生在2005年10月份的考试中得到了错误的成绩，这是由于答卷被弄湿了，没有被正确扫描。大学理事会称他们会为低分考生补加分数，并不会为高分考生更改分数，但在当时，考生已经使用考分申请大学了。2005年，约4,400名低分考生向法院递交了诉讼。2007年8月，法院判决责令大学理事会及相关公司向超过4,000名考生赔偿285万美元。每名考生可以得到275美元，或申请更多赔偿。类似的事件在2010-2011年中学入学考试上出现过。ERB（教育记录局，Educational Records Bureau）称录取过程出现事故，2010年参加独立学校入学考试（Independent School Entrance Examination）考试以申请私立学校的考生有17%的成绩出现错误。ERB主席大卫·柯隆（David Clune）在《纽约时报》上称在学生申请学校上出错是“我们在某时都要上的一堂课——生活并不公平”。

### 与IQ的关系
弗雷与迪特曼（Frey and Detterman, 2003）分析了SAT成绩与智力测试分数之间的关系。他们发现SAT分数与一般智力因素（或g值）的相关程度很高（样本r=0.82，非线性修正后为0.86）。SAT分数与瑞文氏標準推理測驗分值的相关系数为0.483（限制范围修正后为0.72）。他们断定SAT主要是g值的考察测试。本靳与他的同事（Beaujean and colleagues, 2006）也得到了类似的结论。

### 文数差距
2002年，理查德·罗斯坦（Richard Rothstein，教育学者、专栏作家）在《纽约时报》上称SAT与ACT的数学在平均分上依然高于词汇成绩，维持了上个年代的增长趋势。

### 文化偏差
几个年代以来，许多批评家们都指责SAT词汇的设计偏向白人与富人。著名的例子是SAT I中的oarsman–regatta类比题，该题旨在找到与"runner"和"marathon"（跑步运动员和马拉松）最为类似的选项，正确答案是"oarsman"和"regatta"（划手和赛船）；正确答案假设学生对赛艇运动十分熟悉，这一运动在富人社会十分流行，也是对应其知识结构与措辞的；53%的白人考生回答正确，而只有22%的黑人考生给出了正确答案。然而，根据穆瑞与赫恩斯坦（Murray and Herrnstein），黑白差距在这道文化题上比一些文化中性的题还要小。类比题后被短篇阅读所取代。

### 废弃SAT
越来越多的大学响应了SAT选考运动。这些大学在录取上不要求SAT成绩。在2001年美国教育大会上，加利福尼亞大學校长理查德·阿特金森敦促院校在大学录取上废弃SAT Reasoning Test的指标：
任何参与教育事业的人都知道对SAT的过分强调对教育的优先性与实践性产生了多么大的扭曲，知道考试是多么的不公平，知道考试是如何摧毁年轻学生的自信与热情。SAT伤害美国教育这一事实已经获得了广泛的共识。"
为回应加州大学的威胁，大学理事会宣布在2005年3月对SAT进行改革，细节如下：
在二十世纪60到70年代，曾出现过废除成绩测试的运动。一段时间后，国家、州县、省份重行实施考试，承认学术标准下降了，学生不学习了，不把学习当回事儿了。他们重启了考试，并经研究发现高标准的考试所带来的好处大于代价。

### MIT研究
2005年，MIT写作主任莱斯·佩雷尔曼（Les Perelman）将新版SAT的范文长度与分数进行对比，发现二者的相关程度很高。在研究了超过50多篇作文后，他发现长作文容易得高分。事实上，他辩称仅通过观察作文长短而非阅读内容，就可以在90%的情况下给定作文分数；他还发现一些作文存在事实谬误；但大学理事会对他的发现没有响应。
佩雷尔曼与美国英文教师协会（the National Council of Teachers of English）也批评25分钟的写作部分伤害了课堂写作教育的标准。他们称SAT培训教师不会关注修改、深度、精准，而他们会着重于写足够长的、公式化的、啰嗦的章节。"你使得老师将学生教成烂作家"，佩雷尔曼如此总结道。

### 贫富分差
最近的研究指出来自高收入家庭的考生呈较高平均分。来自加州的成绩数据显示家庭收入低于每年$20,000的考生平均成绩为1310，而收入高于$200,000的平均成绩为1715，相差405分。SAT分数与家庭收入之间的相关度为0.23到0.4（解释5-16%的变量）。一些计算显示每增加$20,000收入，就增加40点平均分。这个相关富有争议。有人认为这是富家子弟获得优质教育与补习的结果。另一些则认为富有家庭可以获得更广的文化熏陶与经验，是旅游以及其它习得方式的结果，而“文化教育”可以提高成绩。

### 世界範圍影響
从全球看，SAT的影响及有关SAT的了解并不广泛，因为其他国家通常都拥有自己的标准化考试。然而，对于感兴趣的学生，SAT在全球都能参加。
位于美国外的、想获准进入美国的学院／大学的毕业生通常被要求提供SAT（或ACT）成绩。这些学生通常不会被事先通知能否参加这些考试，并且多数在美国以外的教师（特别是那些非英语国家的教师）也并不了解这一要求。通常，有意的学生必须自己（通常是从美国大使馆，领事馆，国际学校并且/或获取免费的“SAT项目注册公告国际版”）获取关于该测试的信息。SAT在美國外許多國家和地區亦設有考點，但仍有些地區無考點，如中國大陸（中國大陸考生一般會選擇去香港或新加坡參加考試）。

### 2015年6月印刷错误事件
2015年6月8日，美国大学理事会在SAT官网头条引出链接声明6月6日美国本地SAT测试中的印刷错误。错误内容具体情况如下：
在本次SAT测试中无论是第8节还是第9节，学生的的试题本标明的答题时间与监考员持有的答题时间有出入。学生试题本写明是25分钟，而监考员的监考本标注的是限制为20分钟。
经过全面审查和统计分析，美国大学理事会和ETS已经确定，受影响的部分分数将不会被取消，美国大学理事会仍然可以提供6月6日参加SAT考试所有学生的可靠分数。

### 2018年8月測試預先釋出解答
2018年8月25日，SAT的測試題目與先前在2017年的全球考試題目相同，官方表示“會給予公平的交代”。

### 脚注
1. ↑  . zz.xdf.cn.   [2022-04-10].
2. ↑  . 香港考试及评核局.   [2016-12-07]. （原始内容存档于2016-12-20）.
3. ↑  . 澳门城市大学.   [2016-12-07]. （原始内容存档于2017-04-05）.
4. ↑  . 人民网. 2014-04-08  [2024-01-26]. （原始内容存档于2024-01-26） （中文（中国大陆））.
5. ↑  O'Shaughnessy, Lynn. . The New York Times. 2009-07-26: 6  [2011-06-22]. （原始内容存档于2011-10-09）.
6. ↑  . College Board.   [June 2007]. （原始内容存档于2009-11-24）.
7. ↑   (PDF).   [2013-05-31]. （原始内容存档 (PDF)于2009-01-06）.
8. ↑  . College Board.   [November 2009]. （原始内容存档于2012-05-07）.
9. ↑  .   [2013-10-30]. （原始内容存档于2014-04-15）.
10. ↑  . College Board.   [2007-05-29]. （原始内容存档于2008-03-25）.
11. ↑  .   [2013-07-12]. （原始内容存档于2013-08-20）.
12. ↑  .   [2013-07-12]. （原始内容存档于2016-04-03）.
13. 1 2  Winerip, Michael. . New York Times. 2005-05-05  [2008-03-06]. （原始内容存档于2008-04-08）.
14. ↑  Jaschik, Scott. . Inside Higher Education. 2007-03-26  [2010-07-17]. （原始内容存档于2010-10-20）.
15. ↑  . Collegeboard.   [2008-09-09]. （原始内容存档于2009-11-24）.
16. ↑  The scoring categories are the following, Reading, Math, Writing, and Essay.
17. ↑  . College Board.   [2010-09-05]. （原始内容存档于2013-07-19）.
18. ↑  .   [2013-07-15]. （原始内容存档于2010-07-02）.
19. ↑  .   [2013-07-15]. （原始内容存档于2011-07-07）.
20. ↑  .   [2013-07-14]. （原始内容存档于2007-03-15）.
21. ↑   (PDF). College Board.   [2007-05-29]. （原始内容 (PDF)存档于2007-06-14）.
22. ↑   (PDF). College Board.   [2007-05-29]. （原始内容 (PDF)存档于2007-06-14）.
23. ↑  Membership Committee. . Prometheus Society. 1999  [2013-06-19]. （原始内容存档于2013-06-24）.
24. ↑   (PDF).   [2013-07-13]. （原始内容存档 (PDF)于2006-11-06）.
25. ↑  University of California Scholarship Requirement （页面存档备份，存于）. . Retrieved June 26, 2006.
26. ↑  . The College Board. 2010  [2013-07-12]. （原始内容存档于2012-05-07）.
27. ↑  . Secrets of the SAT. Frontline.   [2007-10-20]. （原始内容存档于2007-10-31）.
28. 1 2 3 4 5 6  Lawrence, Ida; Rigol, Gretchen W.; Van Essen, Thomas; Jackson, Carol A.  (PDF). College Entrance Examination Board. 2002  [2007-10-20]. （原始内容 (PDF)存档于2007-11-27）.
29. 1 2  . Secrets of the SAT. Frontline.   [2007-10-20]. （原始内容存档于2007-10-31）.
30. ↑  . MSN Encarta.   [2008-03-02]. （原始内容存档于2008-02-17）.
31. ↑  .   [2014-06-29]. （原始内容存档于2014-09-01）.
32. ↑  The Center for Education Reform. . 1996-08-22  [2013-07-14]. （原始内容存档于2011-07-21）.
33. ↑  Schoenfeld, Jane. College board drops 'score choice' for SAT-II exams. St. Louis Business Journal, May 24, 2002.
34. ↑  . stanford.edu. Stanford University Office of Undergraduate Admissions.   [2011-08-13]. （原始内容存档于2011-09-26）.
35. ↑  .   [2013-07-14]. （原始内容存档于2007-10-09）.
36. ↑  .  Second. The College Board. 2009: 169. ISBN 978-0-87447-852-5.
37. ↑  . The Cornell Daily Sun.   [2008-02-13]. （原始内容存档于2012-04-04）.
38. ↑   (PDF).   [2009-06-22]. （原始内容存档 (PDF)于2009-04-07）.
39. ↑   (PDF).   [2013-07-14]. （原始内容存档 (PDF)于2009-04-07）.
40. ↑  Caldwell, Tanya. . The New York Times. 2012-03-27  [2012-10-31]. （原始内容存档于2013-01-21）.
41. 1 2 3  . The College Board.   [2008-09-13]. （原始内容存档于2008-03-25）.
42. ↑  Hoover, Eric. . The Chronicle of Higher Education. 2007-08-24  [2007-08-27]. （原始内容存档于2007-09-30）.
43. ↑  Maslin Nir, Sarah. . New York Times. 2011-04-08  [2013-07-15]. （原始内容存档于2013-10-05）.
44. ↑  Frey, M. C.; Detterman, D. K.  (PDF). Psychological Science. 2003, 15 (6): 373–378  [2013-07-15]. PMID 15147489. doi:10.1111/j.0956-7976.2004.00687.x. （原始内容存档 (PDF)于2012-05-17）.
45. ↑  Beaujean, A. A.; Firmin, M. W.; Knoop, A. J.; Michonski, J. D.; Berry, T. B.; Lowrie, R. E.  (PDF). Personality and Individual Differences. 2006, 41: 353–357  [2013-07-15]. （原始内容 (PDF)存档于2011-07-13）.
46. ↑  Rothstein, Richard. . The New York Times. 2002-08-28  [2013-07-15]. （原始内容存档于2014-03-09）.
47. ↑  Don't Believe the Hype, Chideya, 1995; The Bell Curve （页面存档备份，存于）, Hernstein and Murray, 1994
48. ↑  .   [2013-07-15]. （原始内容存档于2009-07-01）. Culture And Racism]
49. ↑  Herrnstein, Richard J.; Murray, Charles. . New York: Free Press. 1994: 281–282. ISBN 0-02-914673-9.
50. ↑  .   [2006-03-09]. （原始内容存档于2006-05-04）.
51. ↑  Phelps, Richard. . New Brunswick, New Jersey: Transaction Publishers. 2003: 220. ISBN 0-7658-0178-7.
52. ↑  Winerip, Michael. . The New York Times. 2005-05-04  [2013-07-12]. （原始内容存档于2008-04-08）.
53. ↑  Harris, Lynn. . Salon.com. 2005-05-17  [2013-07-15]. （原始内容存档于2009-09-19）.
54. ↑  http://hypertextbook.com/eworld/sat.shtmlM%5B%5D
55. ↑  .   [2013-07-15]. （原始内容存档于2013-09-15）.
56. ↑  Hirsh, E.D. "The Schools We Need: And Why We Don't Have Them", Doubleday, 1996
57. ↑  .   [2015-06-09]. （原始内容存档于2015-06-09）.
58. ↑  .   [2018-09-02]. （原始内容存档于2018-09-02）.

### 文献
- Hoffman, Banesh. The Tyranny of Testing. Orig. pub. Collier, 1962. ISBN 978-0-486-43091-1（and others）。
- Owen, David. None of the Above: The Truth Behind the SATs. Revised edition. Rowman & Littlefield, 1999. ISBN 978-0-8476-9507-2.
- Sacks, Peter. Standardized Minds: The High Price of America's Testing Culture and What We Can Do to Change It. Perseus, 2001. ISBN 978-0-7382-0433-8.
- Zwick, Rebecca. Fair Game? The Use of Standardized Admissions Tests in Higher Education. Falmer, 2002. ISBN 978-0-415-92560-0.
- Case psychologists find SAT tests to be strong indicator of general intelligence，regarding the Frey and Detterman study, from Case Western Reserve University
- Gould, Stephen Jay. The Mismeasure of Man. W. W. Norton & Company; Rev/Expd edition 1996. ISBN 978-0-393-31425-0.